# Ґрабін (Вармінсько-Мазурське воєводство)
Ґрабін (пол. Grabin, нім. Gröben; before 1928: Groß Gröben) — село в Польщі, у гміні Оструда Острудського повіту Вармінсько-Мазурського воєводства.
Населення — 442 особи (2011).

## Демографія
Демографічна структура станом на 31 березня 2011 року:
|          | Загалом | Допрацездатний вік | Працездатний вік | Постпрацездатний вік |
| -------- | ------- | ------------------ | ---------------- | -------------------- |
| Чоловіки | 221     | 40                 | 159              | 22                   |
| Жінки    | 221     | 41                 | 139              | 41                   |
| Разом    | 442     | 81                 | 298              | 63                   |